# Bernd Baumann

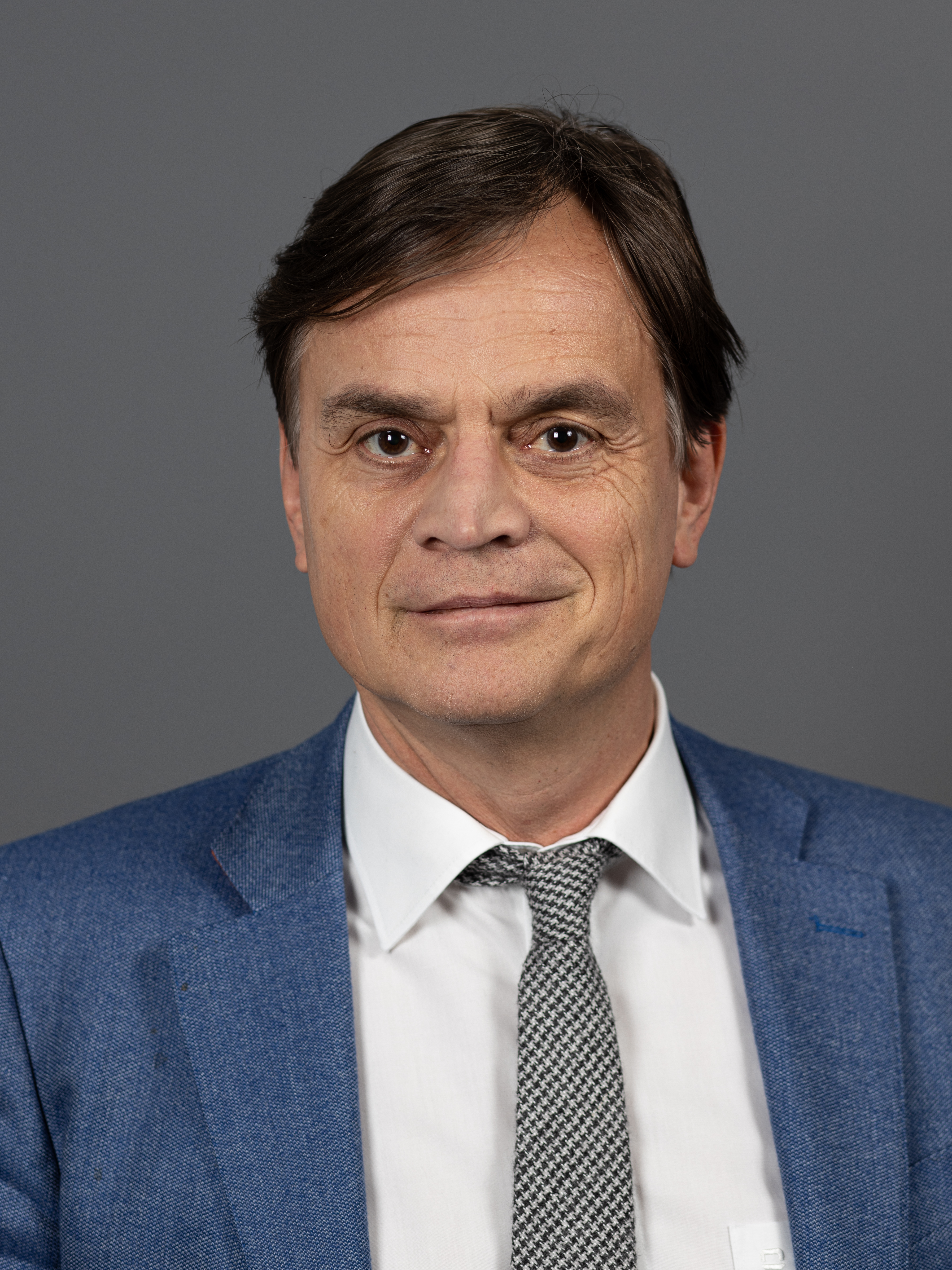
Bernd Baumann (2020)

Bernd Baumann (* 31. Januar 1958 in Wanne-Eickel) ist ein rechtsextremer deutscher Politiker (AfD). Er ist seit 2017 Mitglied des Deutschen Bundestages und erster parlamentarischer Geschäftsführer der AfD-Bundestagsfraktion.

## Leben und Beruf
Nach dem Abitur in Bochum leistete Baumann den Wehrdienst ab, anschließend absolvierte er ein Studium der Wirtschaftswissenschaften an der Ruhr-Universität Bochum, das er als Diplom-Ökonom abschloss. Nach Tätigkeit als Assistent am Institut für Wirtschaftspolitik wurde Baumann 1991 an der Universität Bochum mit der Arbeit Offene Gesellschaft, Marktprozess und Staatsaufgaben. Möglichkeiten und Grenzen ökonomischer Theorien zur Erklärung der Funktionsweise offener Sozialsysteme und zur Legitimation staatlichen Handelns in offenen Gesellschaften promoviert.
1989 begann Baumann eine Tätigkeit als Assistent von Hubert Burda, war dann in Zeitschriftenverlagen in München und Hamburg tätig und machte sich schließlich als Berater für Investor Relations selbständig.
Bernd Baumann ist konfessionslos und verheiratet.

## Partei
Baumann trat 2013 in die neu gegründete AfD Hamburg ein und wurde zum Vorsitzenden des AfD-Bezirksverbandes Altona gewählt. Für die Europawahl 2014 war Baumann Wahlkampfleiter der AfD. Vom 3. Oktober 2015 bis zum 25. November 2017 war er Landesvorsitzender („Landessprecher“) der AfD Hamburg, danach amtierte er zeitweilig als einer der stellvertretenden Vorsitzenden.
Bernd Baumann gehört der „Goslarer Runde“ an, nach Angaben des Nachrichtenmagazins Focus ein „Netzwerk ultrarechter männlicher AfD-Funktionäre, das dazu dient, informelle Personalabsprachen und Richtungsentscheidungen zu treffen“. Dieses Netzwerk soll laut Focus im August 2017 entschieden haben, sich für einen AfD-Parteivorsitz des Thüringer AfD-Landesvorsitzenden Björn Höcke einzusetzen.

## Abgeordneter

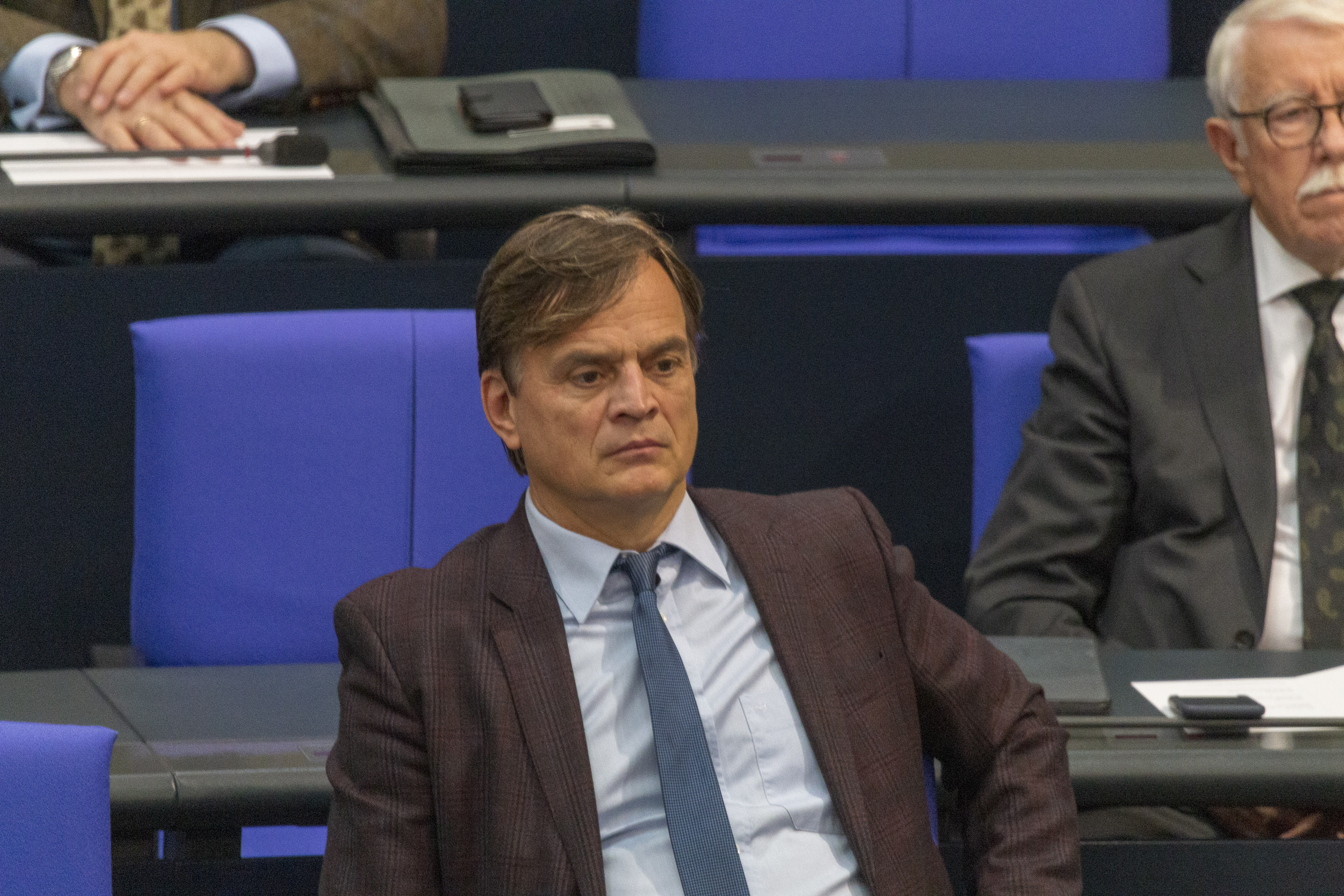
Bernd Baumann im Deutschen Bundestag (2020)

Baumann gehörte von 2014 bis 2015 der Bezirksversammlung Hamburg-Altona an. Bei der Bürgerschaftswahl 2015 wurde er in die Hamburgische Bürgerschaft gewählt und war dort vom 28. September 2016 bis September 2017 gleichberechtigter AfD-Fraktionsvorsitzender neben Jörn Kruse. Dort war er Obmann in den Ausschüssen für Wirtschaft und für Arbeit, Soziales und Integration. Zudem war er stellvertretendes Mitglied im Innenausschuss. 
Am 24. Oktober 2017 legte er dieses Mandat nieder, da er bei der Bundestagswahl 2017 als hamburgischer Spitzenkandidat über die Landesliste in den 19. Deutschen Bundestag gewählt wurde. Die AfD-Bundestagsfraktion wählte Baumann bei ihrer Konstituierung zum Ersten Parlamentarischen Geschäftsführer. Er ist Mitglied im Ältestenrat und im Ausschuss für Inneres und Heimat. Zudem ist er stellvertretendes Mitglied im Ausschuss für Arbeit und Soziales.
Für die AfD Hamburg trat er bei der Bundestagswahl 2021 als Spitzenkandidat auf Listenplatz 1 an, über welchen er schließlich auch wieder in den 20. Deutschen Bundestag einzog. Zudem kandidierte er im Bundestagswahlkreis Hamburg-Altona, erreichte dort aber mit 3,4 % der Erststimmen nur den sechsten Platz.
Bei der Bundestagswahl 2025 trat er wieder für die AfD Hamburg auf Listenplatz 1 an, über den er in den Bundestag einzieht.

## Kontroversen

### AfD-Kritik an der Besetzung des Amtes des Alterspräsidenten im Bundestag
Bernd Baumann erhielt bei der konstituierenden Sitzung des 19. Deutschen Bundestages am 24. Oktober 2017 als erster AfD-Abgeordneter das Wort zum Tagesordnungspunkt „Geschäftsordnung des Deutschen Bundestages“. Während die Eröffnung eines neu gewählten Bundestages zuvor dem lebensältesten Abgeordneten als Alterspräsident zukam, war im Vorfeld der Bundestagswahl 2017 im Rahmen einer Geschäftsordnungsänderung vereinbart worden, dieses Amt zukünftig an den dienstältesten Abgeordneten zu übertragen. Die konstituierende Sitzung wurde somit nicht vom lebensältesten Abgeordneten, dem AfD-Politiker Wilhelm von Gottberg, sondern – aufgrund des Verzichts des dienstältesten Abgeordneten Wolfgang Schäuble (CDU/CSU), der für das Amt des Bundestagspräsidenten nominiert war – vom zweit-dienstältesten Abgeordneten Hermann Otto Solms (FDP) eröffnet.
Baumann behauptete in seiner Rede: „In 150 Jahren Parlamentsgeschichte blieb die Regel des Alterspräsidenten unangetastet. Unangetastet? Es gab eine Ausnahme: 1933 hat Hermann Göring die Regel gebrochen, weil er politische Gegner ausgrenzen wollte, damals Clara Zetkin“. Diese Behauptung widerspricht den historischen Tatsachen. Tatsächlich eröffnete Göring die konstituierende Sitzung nach der Reichstagswahl vom 5. März 1933, nachdem der Artikel in der Geschäftsordnung über die Eröffnung durch den Alterspräsidenten zugunsten des amtierenden Reichstagspräsidenten – Göring selbst – außer Kraft gesetzt worden war. Clara Zetkin gehörte dem 8. Deutschen Reichstag allerdings formal gar nicht an, da ihr Mandat – wie das aller KPD-Abgeordneten – einige Tage zuvor annulliert worden war. Zudem war der älteste gewählte Abgeordnete damals Görings NSDAP-Fraktionskollege Karl Litzmann, der jedoch bei der konstituierenden Sitzung entschuldigt abwesend war. Baumanns unzutreffende Behauptung wie auch sein Versuch, die AfD mit den Opfern des Nationalsozialisten Göring gleichzusetzen, sorgten für Empörung und Kritik unter den übrigen Abgeordneten.
Wenige Tage nach der Sitzung des Bundestags wurde von Manipulationsversuchen der Wikipedia-Biographie Baumanns durch Unbekannte aus dem Deutschen Bundestag heraus berichtet. Hierbei wurde im Artikel unter anderem die Passage, dass Baumanns Göring-Vergleich „nicht den Tatsachen entsprach“, kurzzeitig bis zur Entdeckung der Manipulation durch andere Autoren entfernt.

### Debatte über syrische Flüchtlinge
In der dritten Plenarsitzung des 19. Bundestages am 22. November 2017 begründete Baumann einen Antrag der AfD-Bundestagsfraktion zur Rückkehr syrischer Flüchtlinge: „Die Sicherheitslage in großen Teilen Syriens hat sich in den vergangenen Monaten substantiell verbessert.“ Mit Berufung auf die International Organization for Migration (IOM) wären „allein in den ersten sieben Monaten des Jahres 2017 insgesamt über 600.000 Syrer“ in ihre Heimat zurückgekehrt, die Bundesregierung solle ein Abkommen mit dem syrischen Diktator Baschar al-Assad schließen, damit Flüchtlinge von nun an wieder „sicher und kostenfrei“ in das Bürgerkriegsland ziehen könnten. Die IOM hatte zwar eine Meldung unter einer derartigen Überschrift veröffentlicht, doch an Stelle einer besseren Sicherheitslage beschrieb dieser das Gegenteil: 93 Prozent dieser 600.000 Menschen hatten laut IOM Syrien gar nicht erst verlassen, sie waren innerhalb des Landes geflüchtet. Im selben Zeitraum seien zudem mehr als 800.000 Syrer vertrieben worden. Zehn Prozent der Rückkehrer hätten ein zweites Mal fliehen müssen. Der Bericht schloss, eine Heimkehr sei „nicht unbedingt freiwillig, sicher oder nachhaltig“ (englisch: „not necessarily voluntary, safe or sustainable“). Laut neuesten IOM-Zahlen mussten zwischen Januar und Oktober sogar fast 1,5 Millionen Menschen innerhalb Syriens fliehen. Die Abgeordneten der übrigen Fraktionen reagierten mit Kopfschütteln, sie warfen der AfD „Zynismus“ und „Taschenspielertricks“ vor. Die Süddeutsche rezipierte den Auftritt Baumanns unter dem Titel „Alternative Fakten für Deutschland“, der BR nahm eine veränderte Debattenkultur wahr, auch der MDR berichtete von einer neuen Streitkultur, zu der „laute und schrille Töne sowie Provokationen“ zählen würden.

### Aufwendungen für Flüchtlinge
In der Talkshow Maischberger beklagte Baumann im März 2018 eine zunehmende Schieflage in der Sozialpolitik. Jahrelang habe man sich im Zuge der Hartz-Reformen strikten Sparmaßnahmen unterworfen. Zur Bewältigung der Flüchtlingskrise behauptete Baumann, der Staat würde sich dies „100 Milliarden im Jahr“ kosten lassen, „Bund, Länder, Gemeinden insgesamt“. Das Bundesministerium der Finanzen hat nach Verhandlungen mit den Ländern im Mai 2016 eine Aufstellung vorgelegt, nach der aufgrund der Flüchtlingskrise bis einschließlich 2020 kumuliert Ausgaben in Höhe von 93,6 Milliarden Euro anfallen. Hierin waren Ausgaben für Unterbringung und Integration wie z. B. Sozialleistungen, Mietzuschüsse und Sprachkurse, aber auch für die Bekämpfung von Fluchtursachen in Krisenregionen enthalten. Die Länder erwarteten damals auf sie für 2016 entfallende Kosten von 21 Milliarden Euro, die bis 2020 auf rund 30 Milliarden Euro jährlich steigen würden. Gesamthaft gab die Bundesregierung im Jahr 2016 21,7 Milliarden Euro zur Bewältigung der Flüchtlingskrise aus, in denen 9,3 Milliarden Euro zur Entlastung von Ländern und Kommunen enthalten waren. Insgesamt hatte der Bund 2016 einen Budgetüberschuss von 6,2 Milliarden Euro und konnte so das dritte Jahr in Folge auf neue Schulden verzichten („schwarze Null“). Für 2017 waren zur Bewältigung der Flüchtlingskrise 21,3 Milliarden Euro eingeplant.
Weiter behauptete Baumann als ehemaliges Mitglied der Hamburgischen Bürgerschaft, Hamburg habe 2016 bei einem Gesamtetat von 12 Milliarden Euro alleine bereits eine Milliarde Euro für Flüchtlingsunterbringungen ausgegeben. Nach Angaben der Hamburger Behörde für Arbeit, Soziales, Familie und Integration fielen 2016 Ausgaben von 375 Millionen Euro für Unterbringungen in Erstaufnahmeeinrichtungen inklusive Verpflegung, Betreuungsangeboten für kleine Kinder und Unterricht für schulpflichtige Kinder dort u. ä. sowie 140 Millionen Euro für „Folgeunterkünfte“ an, in denen die Flüchtlinge sich selbst verpflegen. 2017 sanken die Kosten der Freien und Hansestadt Hamburg auf 231 Millionen Euro in Erstaufnahmen und auf 184 Millionen Euro für Folgeunterkünfte.

## Rezeption
Das Anfang 2021 erschienene Lied Rap über Hass des gleichnamigen Albums der Hip-Hop-Gruppe K.I.Z verwendet den Auszug einer Plenarrede Baumanns aus dem September 2018 als Intro.